# 리플 (암호화폐)
리플(ripple)은 전 세계 여러 은행들이 실시간으로 자금을 송금하기 위해 사용하는 프로토콜 겸 암호화폐이다. 리플코인은 XRP이다. 2013년 크리스 라슨(Chris Larsen)과 제드 맥케일럽(Jed McCaleb)이 C++ 언어로 공동 개발했다. 타원곡선 디지털서명 알고리즘(ECDSA)을 사용하며, 채굴이 없이 합의에 의해 운영된다. 프라이빗 블록체인으로서 누구나 원장을 획득하고 트랜잭션을 발생시킬 수 있으나, 실제 원장에 기록하여 반영하는 검증 노드들에 의해 동작하기 때문에, 제한된(Permissioned) 구조로 암호화폐를 발행한 사례에 해당한다.

## 개요
"오늘날 세계가 웹에서 '정보'를 움직이듯이 우리는 세계가 '가치'를 움직일 수 있도록 노력한다." - 리플의 슬로건
금융기관들은 리플의 글로벌 네트워크에 참여함으로써 전 세계 어느 곳으로나 고객의 송금 요청을 안정적이고 효율적으로 즉시 처리할 수 있다. 또한 리플의 디지털 자산인 XRP를 사용하여 송금 비용을 더욱 절감하고, 새로운 시장으로 쉽게 진출할 수 있다.
리플의 지사는 샌프란시스코, 뉴욕, 런던, 시드니, 인도, 싱가포르, 룩셈부르크에 있고, 리플의 리더들은 암호 전문가, 보안 전문가, 데이터 과학자, 규정 준수 분석가, 소프트웨어 개발자, 실리콘 밸리 및 월 스트리트 전문가들로 구성되어 있다. 이들은 수십년에 걸친 기술, 금융 서비스 및 규정 준수 분야에서의 경험을 바탕으로 서비스를 제공하고 있다.

## 역사
- 2004년 라이언 푸거(Ryan Fugger)가 리플페이(RipplePay)라는 이름으로 전 세계 은행간 실시간 자금 송금을 위한 서비스로 처음 개발했다. 리플페이는 국제 송금용 서비스로 개발되었으며, 블록체인 기반의 암호화폐와 아무런 상관이 없었다.
- 2012년 푸거(Fugger)가 물러나고, 크리스 라슨(Chris Larsen)과 제드 맥케일럽(Jed McCaleb)이 주도하여 오픈코인(OpenCoin)이라는 회사가 설립되었으며, 비트코인의 영향을 받아 블록체인 기반의 암호화폐 개념을 도입했다. 리플 트랜잭션 프로토콜인 RTXP를 개발했다. 기존의 은행간 송금은 오랜 시간이 걸리고 수수료가 비쌌으나, 리플 프로토콜을 이용하면 실시간으로 송금이 가능하며 수수료가 거의 없는 장점이 있었다. 이를 위해 비트코인과 유사한 암호화폐인 리플(XRP, ripple)을 발행했다. 오픈코인 회사는 미국 최대의 벤처 투자사인 앤드리슨 호로위츠(Andreessen Horowitz)와 구글 벤처(Google Venture) 등으로부터 투자를 유치했다.
- 2013년 9월 26일 회사명을 오픈코인에서 리플랩스(Ripple Labs Inc.)로 변경했다. CEO는 크리스 라슨이 맡았다.
- 2013년부터 Bank of America, HSBC 등 전 세계 수십 개 은행들이 은행간 결제에 리플을 사용하기 시작했다.
- 2016년 일본 최대 은행인 MUFG를 비롯한 약 80% 이상의 일본 은행들이 리플 사용에 합류했다.

## 지각
Ripple 프로토콜은 처음 출시된 이후 금융 및 주류 언론 모두에서 주목을 받았다. Ripple은 Nielsen Company, Bank of England Quarterly Bulletin, NACHA 및 KPMG의 업계 기사에서 언급되었으며, Ripple이 은행 산업의 국제화에 미치는 영향을 조사하는 많은 기사에서 언급되었다. 2015년 4월, American Banker는 ""은행적 관점에서 볼 때 리플 시스템과 같은 분산 레지스트리는 비트코인과 같은 암호화폐보다 많은 이점을 가지고 있다""고 주장했다. 보스턴 연방준비은행이 쓴 것처럼 ""리플과 같은 분산형 네트워크를 채택하면 은행업계가 더 빠른 처리를 실현할 수 있을 뿐 아니라 글로벌 결제와 해당 은행 서비스의 효율성을 높일 수 있다""고 말했다. 켄 커슨은 Esquire에게 2013년 결제 네트워크로서의 Ripple에 대해 ""큰 금융 서비스 브랜드들은 Ripple을 음반사들이 Napster를 대하는 것과 똑같이 대해야 한다""고 말했다. 2015년 8월 Ripple은 세계 경제 포럼에서 Technology Pioneer 상을 수상했다.
New York Times가 소유한 웹사이트 딜북은 2014년 ""이 가상화폐에 대해 이해하기 어려운 것으로 증명된 것, 즉 금융 시스템에 대한 주류 참여""를 정복하고 있다고 언급했다.

## 특징
XRP 프로토콜은 무료 오픈 소스로 개방되어 있어 누구든지 개발에 참여할 수 있다. XRP는 은행간 거래 원장을 P2P 방식으로 분산 저장하기 때문에, 누구든지 XRP의 송금 기록을 열람·복사·보관할 수 있지만, 개인정보보호를 위해 정확히 누가 누구에게 송금했는지는 알 수 없다. XRP는 비트코인이나 이더리움 등 다른 암호화폐와 달리, 채굴(Mining) 방식을 사용하지 않는다. XRP는 프로토콜에 따라 총 1,000억 개가 일괄 생성되었으며, 더 이상 코인이 발행되지 않도록 설계되어 있지만 드롭단위로 코인을 쪼갤수 있도록 설계되어 있다. 1000억개의 발행량으로 시간이 지나면서 XRP의 희소성이 증가하여 가격이 상승될 것으로 예상하고 있다.

## 같이 보기
- 암호화폐
- 비트코인
- 이더리움